# Diaea proclivis
Diaea proclivis là một loài nhện trong họ Thomisidae.
Loài này thuộc chi Diaea. Diaea proclivis được Eugène Simon miêu tả năm 1903.